# Marblehead (Massachusetts)
Marblehead is een historische plaats in New England in Essex County in Massachusetts in de Verenigde Staten. Het ligt ongeveer 25 km ten noordoosten van Boston. Bij de volkstelling van 2000 had het 20.377 inwoners. Marblehead heeft een mooie historische kern, en is tegenwoordig vooral bekend als watersportplaats.

## Geschiedenis
Marblehead werd in 1629 gevestigd als een agrarisch deel van de stad Salem; daarna werd het een zelfstandige gemeente in 1649. De plaats werd Marblehead genoemd door kolonisten, die de granieten gelaagde rotsen voor marmer aanzagen. Oorspronkelijk had het de naam Massebequash, naar de rivier die de plaats van Salem scheidde. Het land werd oorspronkelijk bewoond door de Naumkeag indianen, maar epidemieën in de 17e eeuw, waarschijnlijk pokken, decimeerden de stam.
Marblehead ligt aan een beschutte en diepe baai, een geschikte natuurlijke haven. In 1644 zagen de Engelsen het belang hier reeds van in en bouwden Fort Sewall. Het fort is diverse malen uitgebreid en versterkt, maar heeft al lange tijd de militaire functie verloren en is nu een park.
De plaats begon als een vissersdorp met kronkelende straatjes dat vanuit de haven landinwaarts groeide. Het dorp rook naar gedroogde vis, die naar Salem en vandaar naar het buitenland werd vervoerd. Marblehead bereikte zijn economische hoogtepunt in de 18e eeuw voor de Amerikaanse Revolutie. Er werd veel handel gedreven, maar ook plunderden plaatselijke schepen als piraten langskomende Europese schepen. Veel vroege gebouwen stammen uit die tijd en Marblehead behoorde tot de tien grootste plaatsen aan de Amerikaanse oostkust.
De toenmalige bewoners, die deelnamen aan de Onafhankelijkheidsoorlog en de zeelieden van Marblehead, onder bevel van Generaal John Glover, worden algemeen beschouwd als de grondleggers van de US Navy. Zij hebben het leger van George Washington over de rivier de Delaware gevaren voor de verrassingsaanval op Trenton. De oorlog leidde ook tot grote economische schade door het verlies aan mensen en schepen. Na de oorlog herstelde de handel en de visserij, maar Marblehead heeft hier minder goed van geprofiteerd.
In het laatste deel van de 19e eeuw maakte Marblehead een korte periode van bloei door vanwege de schoenindustrie. Twee grote branden, in 1877 en 1888, legden een groot deel van het handelscentrum in de as. In dezelfde tijd begon de unieke, beschermde haven een aantal jachten en daarna de eerste jachtclubs aan te trekken. Sindsdien is het vooral bekend als watersportplaats.

## Geboren
- Elbridge Gerry (1744-1814), vicepresident van de Verenigde Staten van Amerika en gouverneur van Massachusetts
- Estelle Parsons (1927), actrice
- Tyler Hamilton (1971), wielrenner

## Bezienswaardigheden
Veel huizen gebouwd in de 18e eeuw zijn bewaard gebleven. Er hangen kleine bordjes aan de gevels met informatie over het bouwjaar en de eerste bewoners en hun beroepen. Er is een beschreven wandelroute door de oude stad.
- Fort Sewall, gebouwd in 1644 en nadien diverse malen uitgebreid en versterkt. Een aantal gebouwen zijn bewaard gebleven. Nu is het een park met een mooi uitzicht over de baai en de stad.
- Kolonel Jeremiah Lee huis, gebouwd in 1766-1768 en nu een museum. Veel originele details en meubels uit de 18e eeuw.[2]
- Old Town House, gebouwd omstreeks 1727.
- Abbot Hall, gebouwd in 1876 en het stadhuis van Marblehead.
- Old Burial Hill, de oude begraafplaats van de stad.

## Fotogalerij

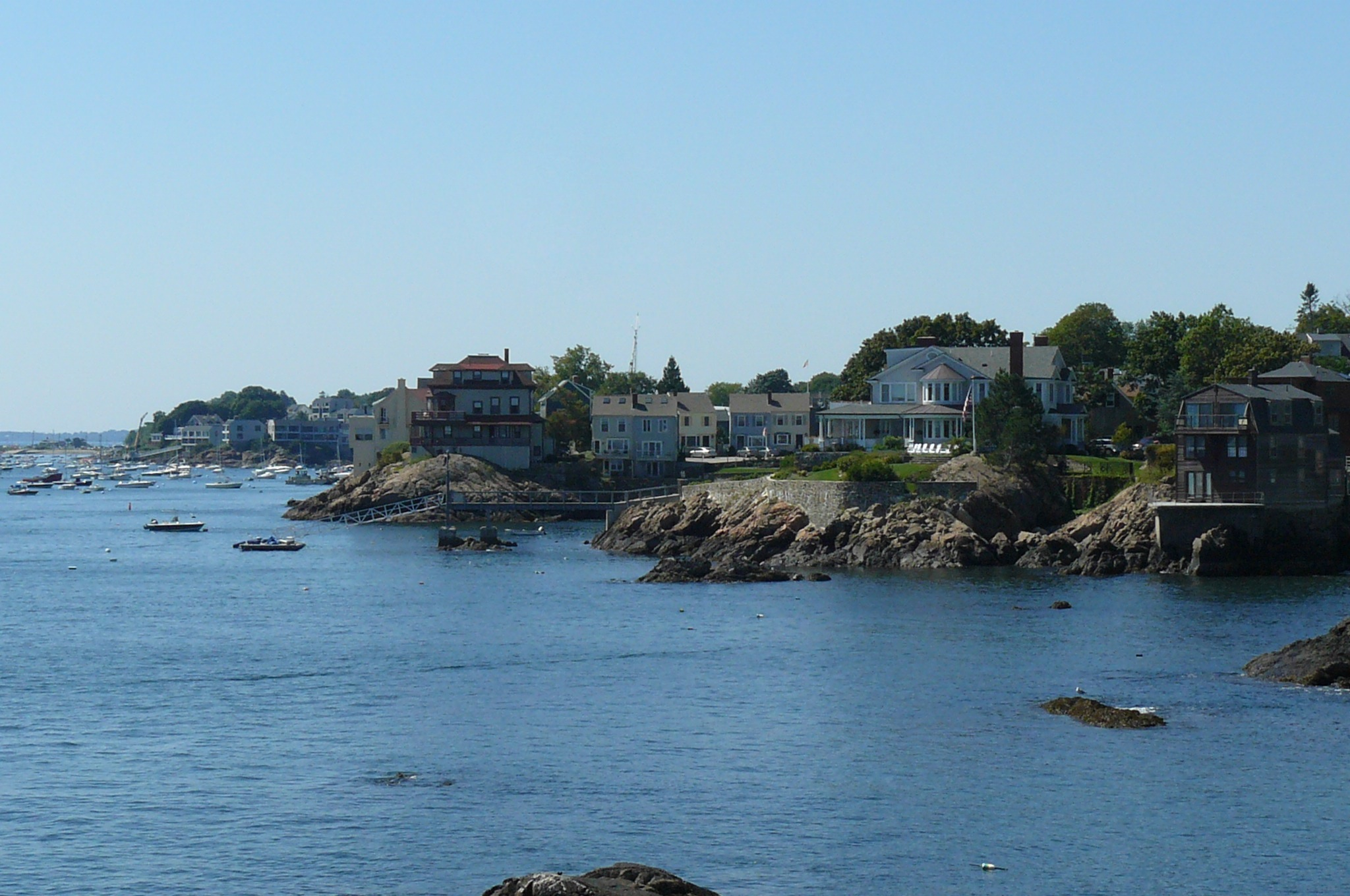
Zicht op Marblehead vanaf Fort Sewall
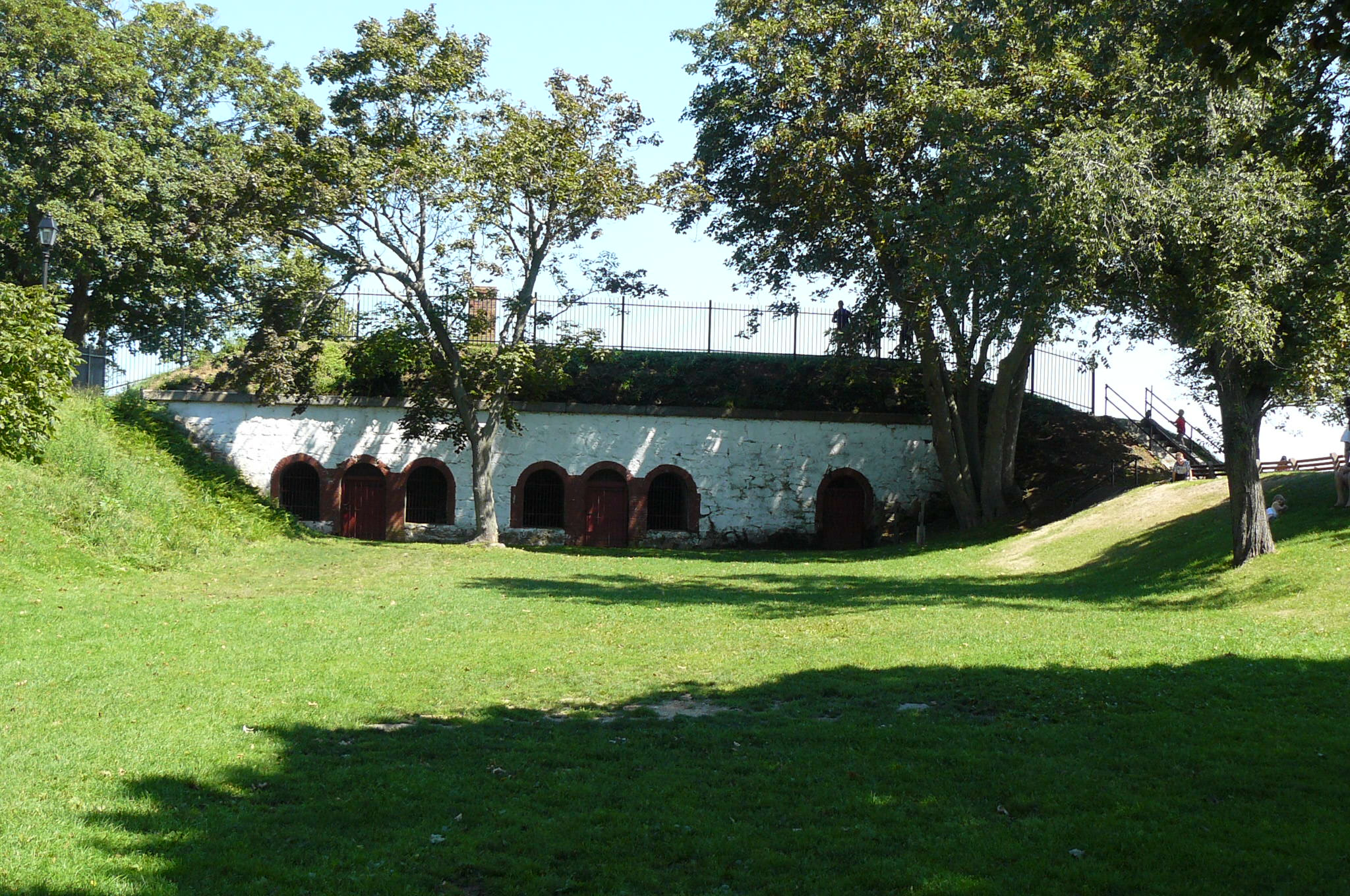
Binnenzijde van Fort Sewall
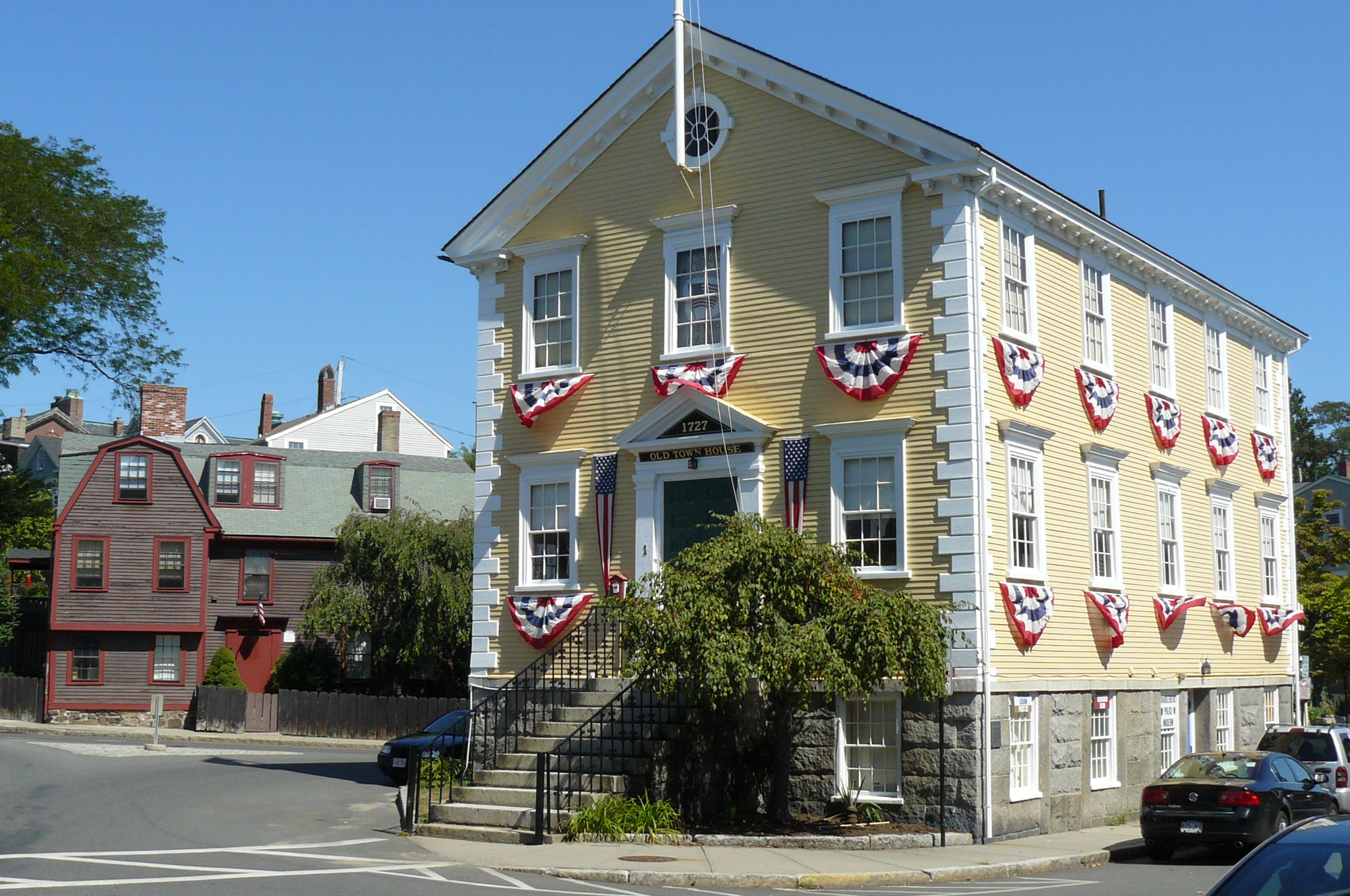
Oude stadhuis van Marblehead
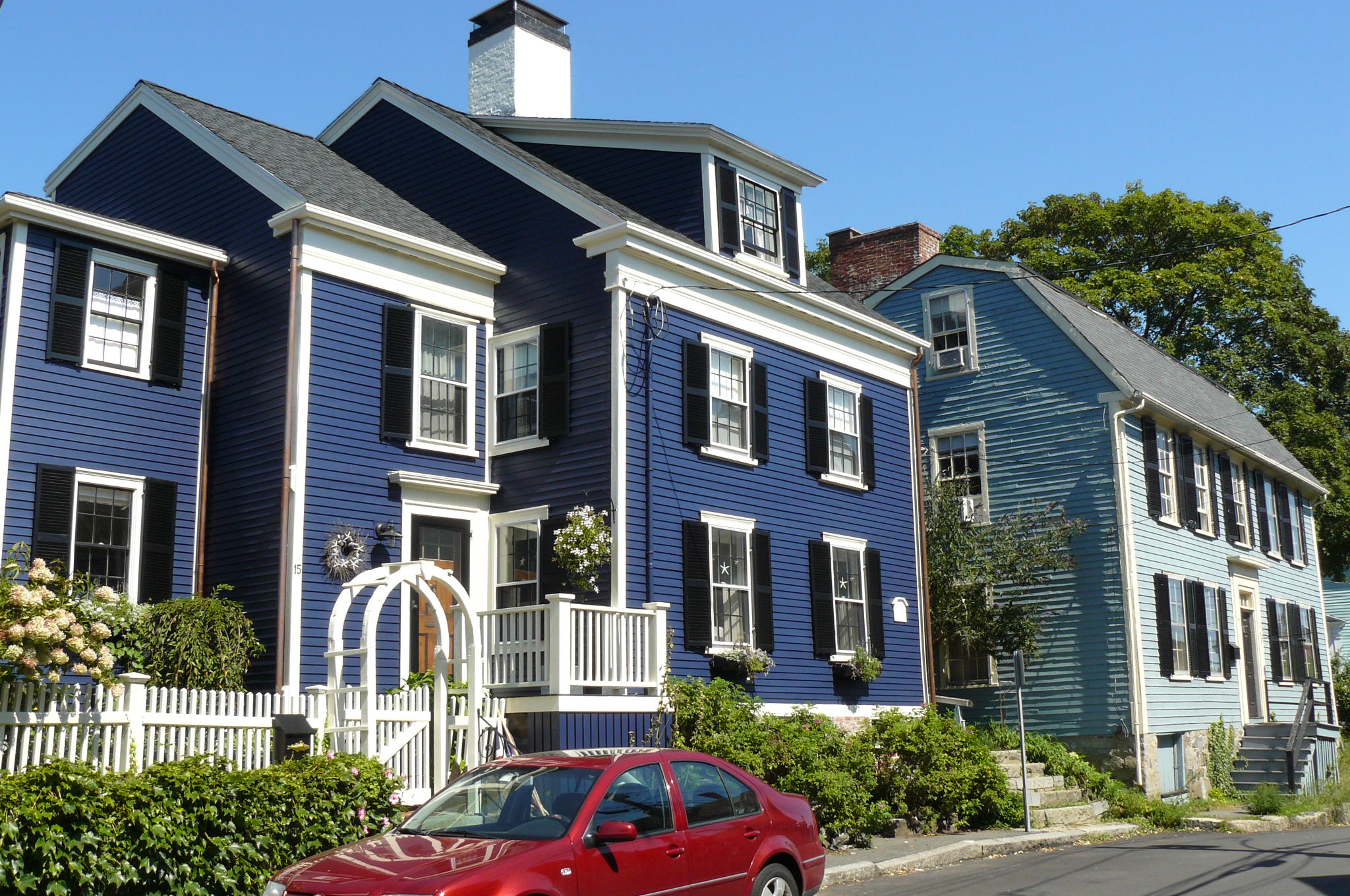
Mooie huizen in Washington Street